# Старая Криуша
Ста́рая Криу́ша — село в Петропавловском районе Воронежской области. Административный центр Старокриушанского сельского поселения.

## География

### Улицы
| - ул. 1 Мая - ул. 40 лет Октября - ул. 50 лет Октября - ул. Блощицина - ул. Восточная - ул. Глушко - ул. Дровалева - ул. Заливная - ул. Западная | - ул. Заря - ул. Зелёный Гай - ул. Колхозная - ул. Ленина - ул. Луговая - ул. Мира - ул. Молодёжная - ул. Мостовая | - ул. Набережная - ул. Огнева - ул. Подгорная - ул. Пролетарская - ул. Садовая - ул. Свободы - ул. Советская - ул. Солнечная | - пер. Комсомольский - пер. Октябрьский - пер. Тихий |

## Население
| 1859 | 1897  | 1959  | 2010  |
| ---- | ----- | ----- | ----- |
| 4984 | ↗7556 | ↘5491 | ↘2544 |

## Уроженцы, жители
Огнев, Евдоким Павлович (1887—1918) — русский революционер, участник Октябрьской революции и Гражданской войны. 25 октября (7 ноября) 1917 года произвёл холостой выстрел из орудия крейсера «Аврора», послуживший сигналом к штурму Зимнего дворца.
Рулёв, Андрей Иванович (1923—1988) — сержант, полный кавалер ордена Славы.